# Ретроспективізм
Ретроспективізм — традиціоналістський напрямок в архітектурі першої половини XX століття, заснований на освоєнні архітектурної спадщини минулих епох, від ренесансу і давньоруського зодчества до класицизму першої третини XIX століття (ампіру). Ретроспективізм — всесвітнє, але при цьому глибоко національне явище. У кожній країні складалися свої школи, свої стилі, тому не існує однозначного перекладу термінів і понять, пов'язаних з цим напрямком. Термін ретроспективізм — суто російський; мистецтвознавці використовують два трактування:
- Ретроспективізм у вузькому сенсі є неокласицизм — напрям архітектури передпереворотних років (1900–1917), заснований на зверненні до російського класицизму кінця XVIII і першої третини XIX століть. Окремі ретроспектівісти спиралися на зразки італійського ренесансу (І. В. Жолтовський, частково М. М. Перетяткович) і пізнього бароко (А. І. Дмитрієв, автор будинку училища в Санкт- Петербурзі). Ретроспектівісти — неокласики (І. В. Жолтовський, В. А. Щуко, І. А. Фомін та інші) в майбутньому стануть провідними фігурами сталінської архітектури. Аналоги неокласицизму в зарубіжній практиці — американський ренесанс і колоніальне відродження в США (1876–1914) тощо
- Ретроспективізм в широкому розумінні включає в себе і неокласицизм, і російський стиль 1900–1917 років (А. В. Щусєв , С. У. Соловйов , І. О. Бондаренко і той же М. М. Перетяткович в храмі Спаса  на  Водах)